# منوچهر سرهنگ‌زاده
منوچهر سرهنگ‌زاده سیاست‌مدار ایرانی بود، که در دوره بیست و چهارم مجلس شورای ملی به عنوان نماینده لنجان از استان اصفهان در مجلس شورای ملی حضور داشت.